# Johann Friedrich Naumann

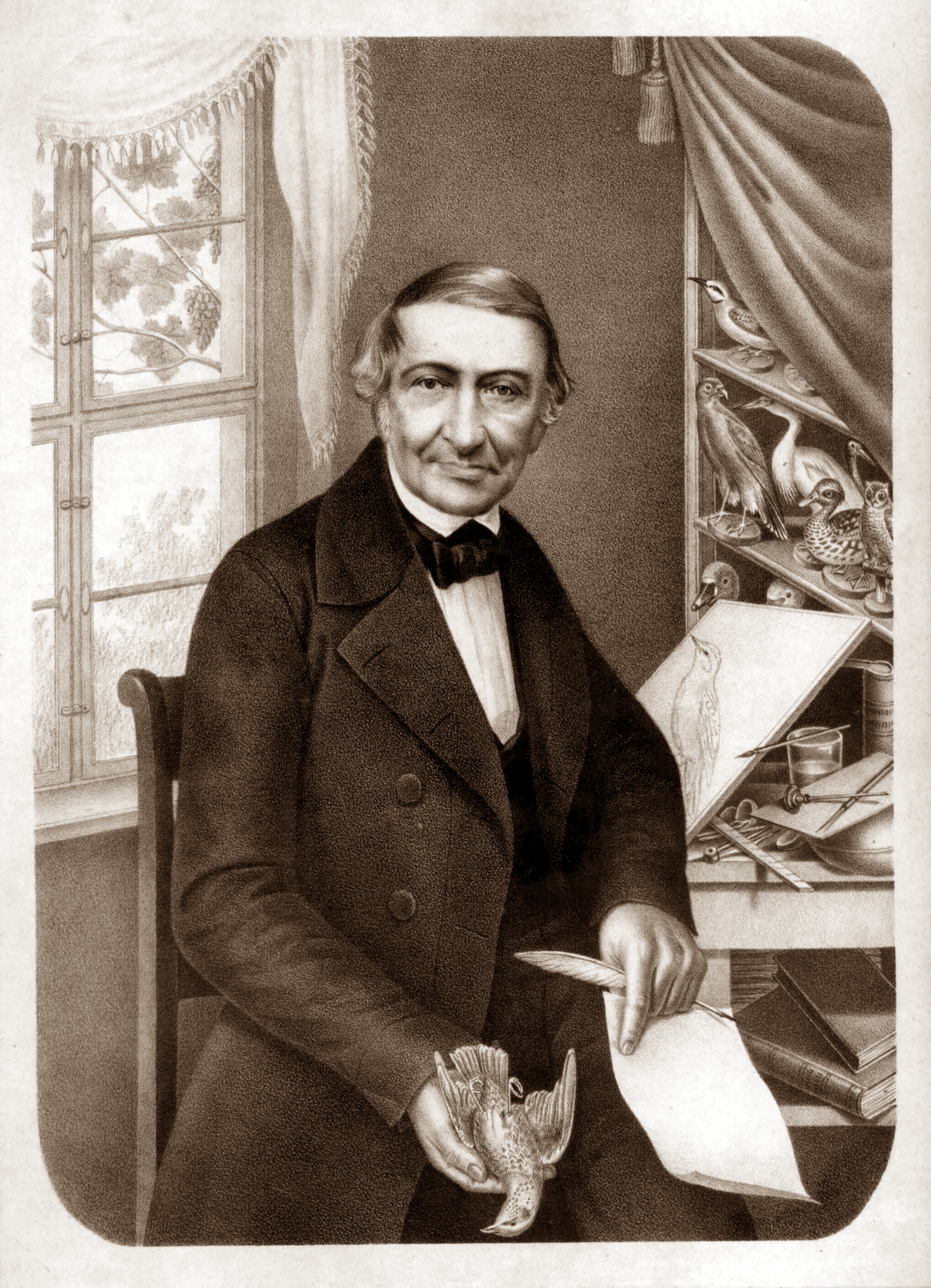
Johann Friedrich Naumann

Johann Friedrich Naumann (* 14. Februar 1780 in Ziebigk; † 15. August 1857 ebenda) war ein deutscher Ornithologe. Er gilt als Begründer der Vogelkunde in Mitteleuropa.

## Leben

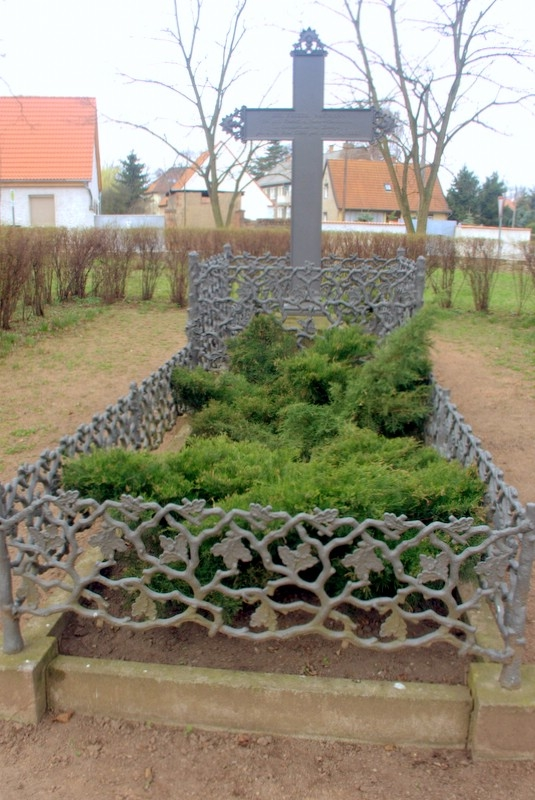
Naumanns Grab auf dem alten Friedhof in Prosigk

Johann Friedrich wurde als erster von drei Söhnen des Bauern Johann Andreas Naumann am 14. Februar 1780 im Dorf Ziebigk etwa 10 km südöstlich von Köthen geboren. Bereits mit neun Jahren zeichnete er hervorragend Vögel. Mit zehn Jahren verließ er die Schule in Ziebigk und ging auf die Schule in Dessau. Allerdings musste er noch im selben Jahr (oder erst 1794) die Schule abbrechen, um seinem Vater in der Landwirtschaft zu helfen. Dort hatte er auch Gelegenheit, sich mit den Vögeln der Umgebung zu beschäftigen.
1815 erschien mit Taxidermie sein erstes Werk. In diesem erläuterte er seine Methode, Vögel auszustopfen. Später erstellte er die meisten der Kupferstiche für die Naturgeschichte der Vögel Deutschlands seines Vaters Johann Andreas Naumann. Dieses war eigentlich sein eigenes Werk, erschien aber zu Ehren seines Vaters unter dessen Namen. Sein Bruder Carl Andreas Naumann unterstützte seine Forschungen, indem er die Vögel fing bzw. schoss.
Während seiner weiteren Arbeit konnte er insgesamt 1.280 Präparate ansammeln. 1845 fand in Köthen ein Treffen von Ornithologen statt, das eines der Vortreffen zur Versammlung von 1850 war, auf der in Leipzig die Deutsche Ornithologen-Gesellschaft gegründet wurde, mit J. F. Naumann als einem der Gründer. Die erste offizielle Zeitschrift der Gesellschaft war die Rhea (nur zwei Ausgaben) und danach die Naumannia. 1857 wurde Naumann in seiner Arbeit durch ein Augenleiden gehemmt. Er verstarb am 15. August 1857 und wurde in Prosigk neben seiner Frau Marie Juliane Naumann beerdigt.
Naumann war in seiner Arbeit bestrebt, die Natur so lebendig wie möglich darzustellen. So soll er gesagt haben: „Wir müssen uns bestreben, den auszustopfenden Häuten das Aussehen zu geben, als steckte der lebendige Tierkörper noch darin“.

## Museum
1821 verkaufte Naumann seine Vogelsammlung an den Herzog Ferdinand von Anhalt-Köthen für 2.000 Taler und wurde gleichzeitig zu deren Kurator ernannt. Sie wurde im neu errichteten „Ferdinandsbau“ des Köthener Schlosses untergebracht, wo sie seit 1835 der Öffentlichkeit zugänglich ist. Nach eigenen Angaben handelt es sich um das einzige ornithologiegeschichtliche Museum der Welt.
1916 schenkten die Nachkommen dem Museum auch die Bibliothek Naumanns.

## Ehrungen

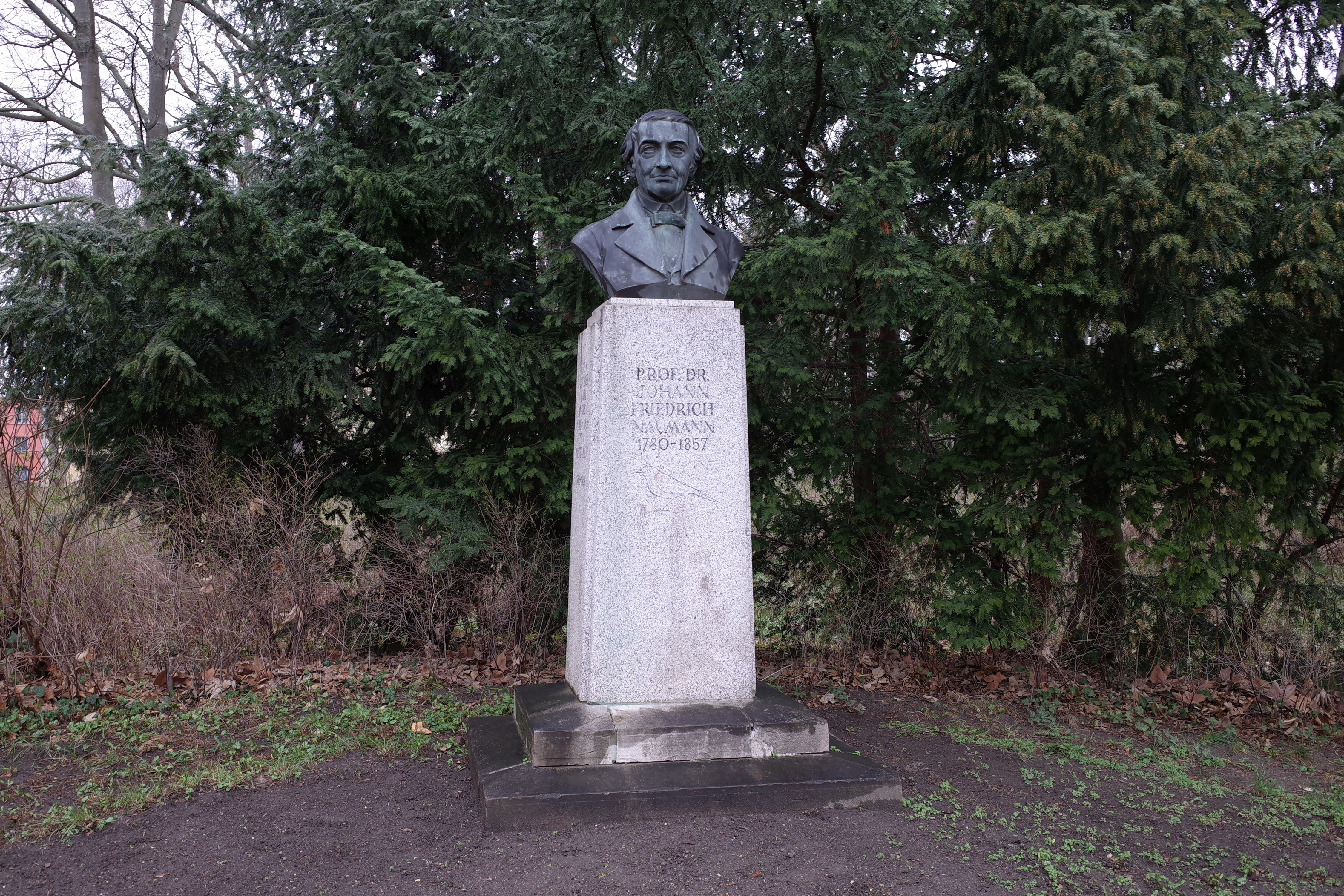
Denkmal im Schlosspark Köthen

- 1839 erhielt J. F. Naumann von der Universität Breslau den Dr. h. c.
- 1880 wurde im Köthener Schlossgarten ein Denkmal mit seiner Büste sowie der seines Vaters und Bruders errichtet. Es wurde im Zweiten Weltkrieg zerstört, doch durch ein neues Denkmal ersetzt.
- Am 21. September 1903 wurde der ornithologische Verein Johann Friedrich Naumann gegründet.
- 1980 wurde zu Ehren von Johann Friedrich Naumann in der DDR eine Briefmarke (MICHEL-Nr. DDR 2494) sowie eine Medaille herausgegeben.

## Werke
- Taxidermie oder die Lehre, Thiere aller Klassen am einfachsten und zweckmäßigsten für Kabinette auszustopfen und aufzubewahren. Hemmerde & Schwetschke, Halle 1815
- Mit Johann Andreas Naumann: Naturgeschichte der Vögel Deutschlands. Nach eigenen Erfahrungen entworfen. Fleischer, Leipzig 1822–1866, Band 1–13.
- Naumann. Die Naturgeschichte der Vögel Mitteleuropas. Neu bearbeitet. Hrsg. von Carl Richard Hennicke. Gera, Köhler 1897–1905.
- Die Vögel Mitteleuropas – eine Auswahl, hrsg. und mit einem Essay von Arnulf Conradi, Frankfurt am Main 2009, ISBN 978-3-8218-6223-1 (Reihe Die Andere Bibliothek, Sonderband).